# 서구 갑 (인천)
인천 서구 갑은 대한민국의 국회의원 선거구이다. 인천광역시 서구 일부를 관할한다. 현 지역구 국회의원은 더불어민주당의 김교흥이다.

## 역사
2016년 대한민국 제20대 국회의원 선거를 앞두고 신설되었다. 신설 당시 청라동, 가정동, 신현원창동, 석남동, 가좌동이 서구 갑에, 나머지 지역은 서구 을에 속하게 되었다.
제21대 국회의원 선거를 앞두고 청라3동이 분동된 후 서구 을 선거구로 넘어갔다.
제22대 국회의원 선거를 앞두고 서구 선거구가 개편됨에 따라 청라1동과 청라2동을 서구 을 선거구로 넘겨주었다.

## 관할 구역
| 대수      | 관할 구역 |
| --------- | --- |
| 20대~21대 | 서구 청라1동, 청라2동, 가정1동, 가정2동, 가정3동, 신현원창동, 석남1동, 석남2동, 석남3동, 가좌1동, 가좌2동, 가좌3동, 가좌4동 |
| 22대~     | 서구 가정1동, 가정2동, 가정3동, 신현원창동, 석남1동, 석남2동, 석남3동, 가좌1동, 가좌2동, 가좌3동, 가좌4동                   |

## 역대 국회의원
| 선거   | 정당 | 정당         | 의원   |
| ------ | ---- | ------------ | ------ |
| 2016년 |      | 새누리당     | 이학재 |
| 2020년 |      | 더불어민주당 | 김교흥 |
| 2024년 |      | 더불어민주당 | 김교흥 |

## 역대 선거 결과

### 대한민국 제20대 국회의원 선거
|  | 44.45% |

|  | 38.23% |

|  | 14.86% |

|  | 2.44% |

### 대한민국 제21대 국회의원 선거
|  | 53.23% |

|  | 42.50% |

|  | 2.08% |

|  | 1.68% |

|  | 0.49% |

### 대한민국 제22대 국회의원 선거
|  | 57.59% |

|  | 40.37% |

|  | 1.10% |

|  | 0.92% |